# یانکی هیل، شهرستان بیوت، کالیفرنیا
یانکی هیل، شهرستان بیوت (به انگلیسی: Yankee Hill) یک منطقهٔ مسکونی در ایالات متحده آمریکا است که در شهرستان بیوت، کالیفرنیا واقع شده‌است. یانکی هیل، شهرستان بیوت ۱۵٫۷۰۳ کیلومتر مربع مساحت و ۳۳۳ نفر جمعیت دارد و ۶۰۴ متر بالاتر از سطح دریا واقع شده‌است.